# Musée national de la Marine
Musée national de la Marine (Národní muzeum námořnictva) je francouzské muzeum zasvěcené válečnému námořnictvu. Hlavní sídlo se nachází v Paříži v jihozápadním křídle paláce Chaillot v 16. obvodu. Muzeum má pobočky v Brestu, Port-Louis, Rochefortu a Toulonu.

## Historie
V roce 1678 byl Charles Colbert du Terron (1618-1684), státní sekretář námořnictví za vlády Ludvíka XIV. pověřen vytvořením mocného námořnictva. Pro zajištění rozvoje výstavby lodí nařídil správcům zbrojnic vytvořit modely v poměru 1:12 a 1:20 pro každý typ válečného plavidla. Tyto dochované makety se staly základem budoucího muzea. V roce 1739 byl na místo inspektora stavby lodí jmenován botanik a inženýr Henri-Louis Duhamel du Monceau (1700-1782). Jako technický rada ministra námořnictví chtěl reformovat vojenskou výuku a nabídl v roce 1748 Ludvíkovi XV. svou sbírku modelů lodí a válečných strojů. Tato sbírka byla vystavena v Louvru a sloužila pro praktickou výuku žáků námořnické školy (dnešní ENSTA ParisTech). Tím byly položeny základy muzea, které bylo oficiálně vytvořeno až 27. prosince 1827. Zůstalo v Louvru až do roku 1938, kdy se přestěhovalo do paláce Chaillot postaveného pro světovou výstavu 1937. Pro veřejnost bylo muzeum otevřeno 15. srpna 1943.

## Sídla

### Paříž
Stálá expozice v Paříži představuje především modely plavidel různého období, hlavně válečných lodí ze 17., 18. a 19. století. Rovněž jsou zastoupeny zbraně a výjevy námořních bitev.

### Brest
Muzeum je umístěno v Château de Brest (48°22′53″ s. š., 4°29′41″ z. d.). Představuje mj. zajímavou sbírku dřevěných lodních přídí, modely nebo miniponorku typu Seehund. Muzeum je zaměřeno na dějiny vojenského námořnictva a válečné dějiny města.

### Port-Louis
Muzeum se nachází v místní citadele (47°42′37″ s. š., 3°21′52″ z. d.) vybudované Vaubanem společně s muzeem Indické společnosti. Představuje množství týkající se ponorek a část expozice je věnována dějinám mořského záchranářství.

### Rochefort
Muzeum se nachází v hôtel de Cheusses, městském paláci ze 17. století (45°56′6″ s. š., 0°57′30″ z. d.). Jedná se o jednu z nejstarších staveb ve městě, kde pobývali velitelé a komisaři vojenského námořnictva. Národní muzeum získalo budovu v roce 1978. Je zde vystavena sbírka modelů lodí.

### Toulon
Muzeum se nachází na náměstí Place Monsenergue (43°7′19″ s. š., 5°55′42″ v. d.) a představuje především rozsáhlou sbírku maket lodí.